# Sanni Leinonen
Sanni Leinonen (Siilinjärvi, 1989. november 8. –) finn alpesi síelő.
Részt vett a 2010. évi téli olimpiai játékokon, ahol műlesiklásban (nem ért célba) és óriás-műlesiklásban (30. hely) versenyzett.
Hazai versenyeken 2006 és 2010 között 3 arany, 4 ezüst és 4 bronz érmet nyert.